# Riksväg 63
Riksväg 63 är en svensk riksväg som går mellan Karlstad och Ludvika via Filipstad.
Den skyltas Ludvika norrut och Karlstad söderut. Sträckan mellan Ludvika och Kopparberg delar den med Riksväg 50. Vägen är viktig för resor mellan Värmland/Dalsland och Dalarna/Norrlandskusten. Det går därför ganska många lastbilar. Vägen går genom relativt glest befolkade områden, därför är personbilstrafiken inte så tät.

## Standard och planer
Vägen är landsväg hela vägen. Väster om Hällefors är den 7-9 meter bred, medelkrokig, mest 90 km/h. Öster om Hällefors är den ganska krokig och smal, 6-8 meter bred. Vägen passerar genom alla tätorter, som Molkom, Filipstad, Persberg, Hällefors och Kopparberg.
Trafikverket planerar mitträcke och 2+1 körfält på sträckan Karlstad-Molkom. Det finns även en förstudie gjord 2004 om att räta ut vissa kurvor och bredda vägen något på sträckan Lindfors-Brattfors. Det finns ingen tidsplan satt.

## Historia
Vägen hade under 1950-talet vägnumren 236 Karlstad-Molkom och 233 Molkom – Filipstad –  Kopparberg (– Skinnskatteberg – Västerås).
Vägen går mestadels i gammal sträckning. Milstenarna på en del sträckor längs vägen visar det. Även kurvorna visar det. Sedan 1950-talet ska riksvägar byggas med kurvor inte skarpare än att 90 km/h är lämpligt. Inte mycket har byggts de senaste årtiondena. Jämfört med 1940-talet finns det nyare väg närmast Karlstad som är från 1970-talet. En ny genomfart genom Filipstad och söder om Hällefors fanns på 1960-talet men inte på 1940-talet. År 2023 öppnade en ny sträcka förbi Hjulsjö som kortade vägen med drygt 2 km.

## Trafikplatser och korsningar
|  | Nr | Namn            | Skyltning                         |
|  | -- | --------------- | --------------------------------- |
|  |    | Bergmotet       | Stockholm Oslo; Hammarö           |
|  |    |                 | Rud Lorensberg                    |
|  |    | Stockfallsmotet | Stockfallet Skåre Djupdalen       |
|  |    | Molkom          | Kristinehamn                      |
|  |    | Molkom          | Hagfors                           |
|  |    | Filipstad       | Hagfors                           |
|  |    | Filipstad       | Mariestad                         |
|  |    | Persberg        | Mora                              |
|  |    | Hammarn         | Karlskoga, Örebro (rv 63 svänger) |
|  |    | Kopparberg      | Västerås                          |
|  |    | N Kopparberg    | Falun Örebro                      |